# Accès universel à l'éducation

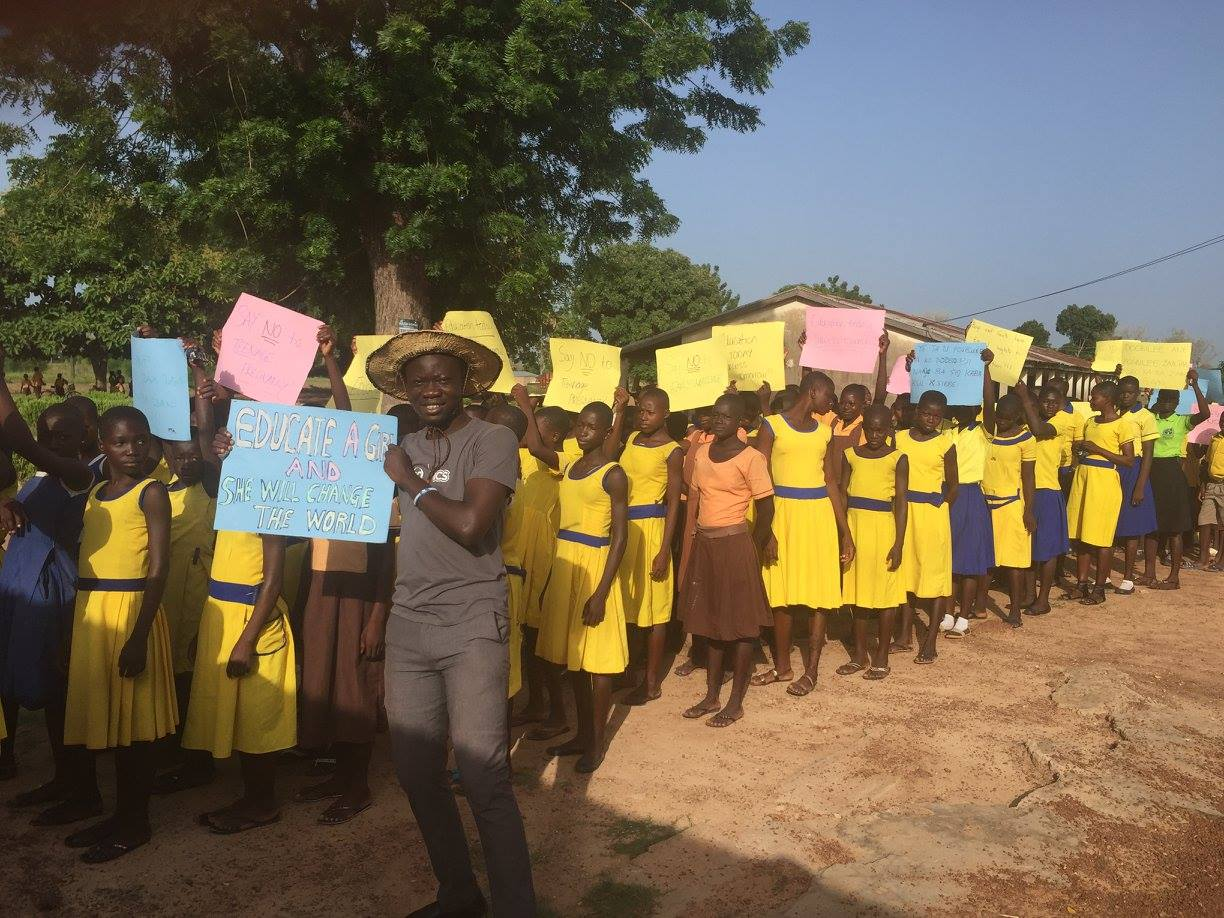
Des étudiants et des enseignants au Ghana lors d'un défilé pour l'éducation inclusive.

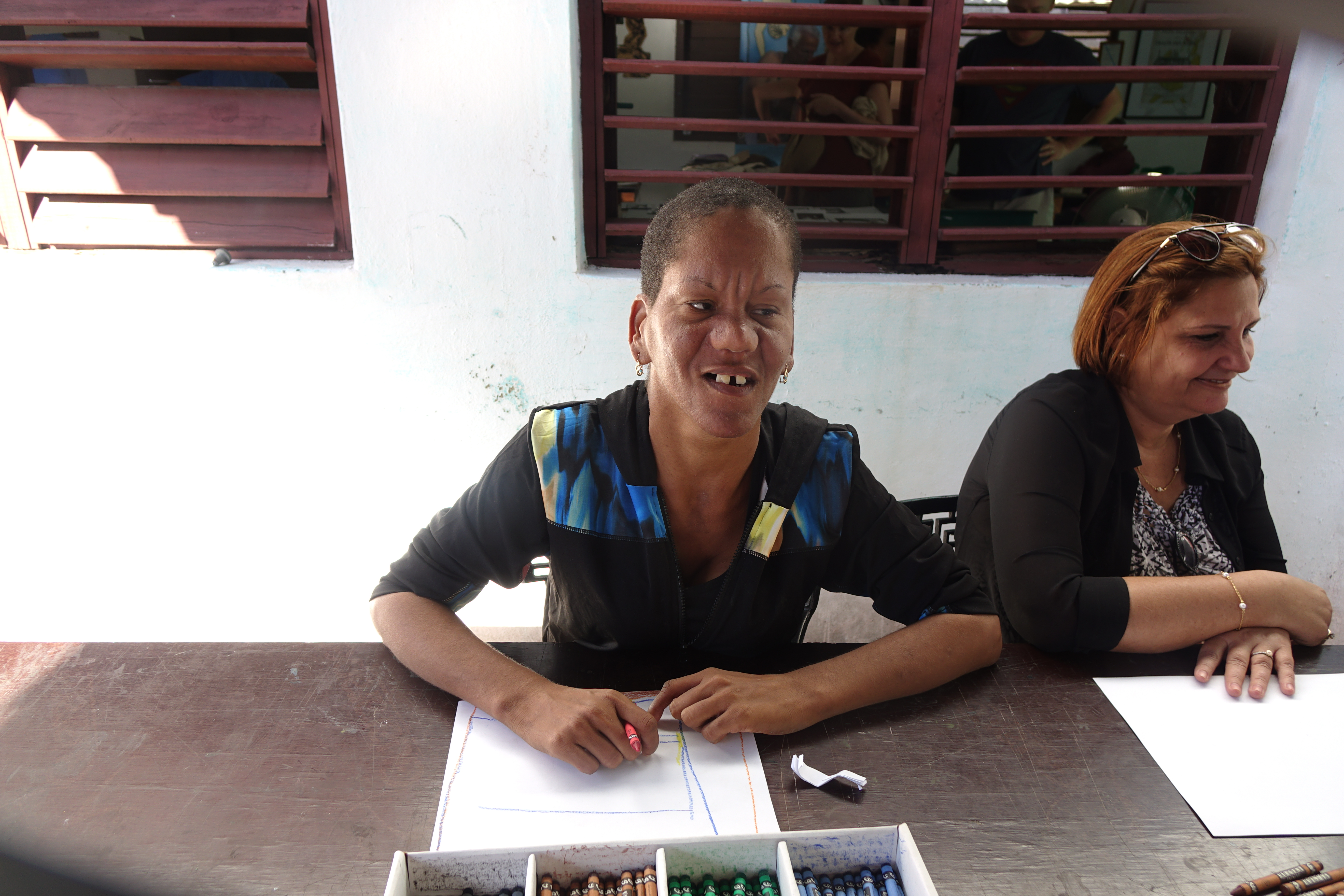
Ce centre est géré par une association à but non lucratif et enseigne l'art aux handicapés.

L'accès universel à l'éducation est la capacité de toutes les personnes à avoir des chances égales en matière d'éducation, indépendamment de leur classe sociale, de leur race, de leur sexe, de leur sexualité, de leur origine ethnique ou de leurs handicaps physiques et mentaux. Le terme est utilisé à la fois dans l'admission au collège pour les classes moyennes et inférieures et dans les technologies d'assistance pour les personnes handicapées. Certains critiques estiment que cette pratique dans l'enseignement supérieur, par opposition à une méritocratie stricte, entraîne une baisse des normes académiques. Afin de faciliter l'accès de tous à l'éducation, les pays ont droit à l'éducation.
L'accès universel à l'éducation encourage une variété d'approches pédagogiques pour réaliser la diffusion des connaissances à travers la diversité des contextes sociaux, culturels, économiques, nationaux et biologiques. Initialement développés avec le thème de l'égalité d'accès et de l'inclusion des élèves ayant des difficultés d'apprentissage ou des handicaps physiques et mentaux, les thèmes régissant l'accès universel à l'éducation se sont maintenant étendus à toutes les formes de capacité et de diversité. Cependant, comme la définition de la diversité est en elle-même un vaste amalgame, les enseignants qui exercent un accès universel seront continuellement confrontés à des défis et incorporeront des ajustements dans leur plan de cours pour favoriser les thèmes de l'égalité des chances dans l'éducation.
Alors que l'accès universel continue d'être incorporé dans le système éducatif américain, les professeurs et les instructeurs au niveau universitaire sont tenus (dans certains cas par la loi) de repenser les méthodes visant à faciliter l'accès universel dans leurs salles de classe. L'accès universel à l'enseignement collégial peut impliquer la fourniture de diverses méthodes d'évaluation de l'apprentissage et de la rétention. Par exemple, afin de déterminer la quantité de matière apprise, un professeur peut recourir à plusieurs méthodes d'évaluation. Les méthodes d'évaluation peuvent inclure un examen complet, des examens unitaires, des portfolios, des articles de recherche, des revues de littérature, un examen oral ou des devoirs. Fournir différentes façons d'évaluer l'étendue de l'apprentissage et de la rétention permettra non seulement d'identifier les lacunes de l'accès universel, mais peut également élucider les moyens d'améliorer l'accès universel.